# Torburg

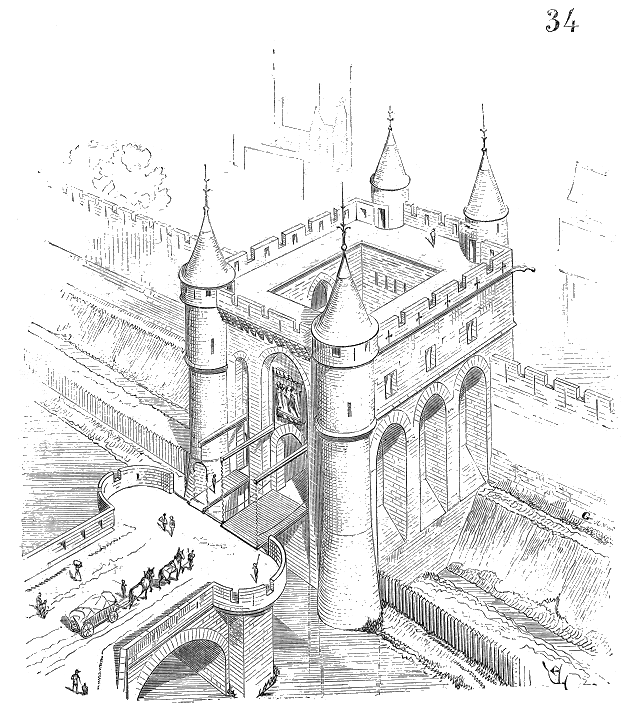
Torburg Porte Saint-Denis in Paris, die Stadtmauer Karls V. wurde abgerissen

Eine Torburg ist ein architektonisch relativ eigenständiger Torbau einer Burg oder einer Stadtmauer, durch deren Tore man in die Stadt gelangte und früher der Verteidigung diente. Der viereckige Torbau, der leicht vor die Mauerfront vorgerückt oder mauerbündig in die Ringmauer eingepasst war, kam erstmals im 11. Jahrhundert auf. War er mehrere Geschosse hoch, handelt es sich um einen Torturm. Torburgen sind heute oft freistehend ohne eine anschließende Burg- oder Stadtmauer, was daran liegt, dass die Stadtmauern abgetragen wurden. Sie überspannen zumeist eine Fahrbahn.
Eine häufige Form ist die mit Türmen versehene Turmtorburg. Dazu gehören die oft monumentalen Formen der Halbrundturm-Torburg, der von Doppelhalbrundtürmen flankierten Torburg oder der Torburg mit Zentralturm. Im Falle eines Burgtors sind die Torburgen meist vorgelagert; sie liegen jenseits des Burggrabens. In diesen Fällen spricht man auch von Barbakanen.

## Beschreibung
Die Abgrenzung zu befestigten Brückenburgen, Burg-, Brücken- und Stadttoren, Torhäusern, Torbauten oder Tortürmen ist fließend. Allen gemeinsam ist eine Befestigung durch starkes Mauerwerk. Es gibt unterschiedliche Bauformen, die sowohl viereckige als auch runder Grundform aufweisen.
In der Regel wurden Tortürme oder -burgen in die Wehrgänge einbezogen; eine Ausnahme ist für die Stadtmauer Köln belegt, wo man die Torburgen erst durch spätere Mauereinbrüche mit dem Wehrgang verband.
Ursprünglich waren die Torburgen größerer Städte aus Doppeltore angelegt zwischen denen sich ein Torhof befand, der vollständig von Wehrgängen auf hohen, starken Mauern umgeben war, um die Feinde, die das erste Tor durchbrochen hatten, auch von der Seite angreifen zu können.
Im späten Mittelalter wurden die Verteidigungsanlagen zu Statussymbolen ausgebaut, die Torburgen an den Eingängen der Städte immer prachtvoller gestaltet. Das berühmte Holstentor in Lübeck ist eigens zur Repräsentation und niemals zur Verteidigung errichtet worden.

## Torburgen in Europa (Auswahl)
In der Stadt Gent überspannt die Rabottorbrug als befestigte Brückentorburg den Lievekanal und war ein Teil der Stadtbefestigung. Die Stadt Köln hatte insgesamt 12 Torburgen, die Teil der Stadtmauer waren und dem „himmlischen Jerusalem“ nachempfunden waren sowie zusätzlich 52 Wehrtürme zwölf weitere zum Rheinufer gewandte Tore. Von den Torburgen sind die Eigelsteintorburg, die Hahnentorburg, die Ulrepforte, die Severinstorburg und der Bayenturm noch vorhanden.
Der Rheingau, der sich vom 12. bis ins 18. Jahrhundert selbst verteidigen und schützen musste, umschloss das Gebiet mit dem sogenannten Rheingauer Gebück. Diese dichte, lebendige, 50 Schritt breite Hecke bestand aus einem undurchdringlichen Baumdickicht, die notwendigen Straßendurchlässe waren durch befestigte Torburgen geschützt, von denen lediglich die Ruinen der „Mapper Schanze“ erhalten blieben.
Die Stadt Görlitz hatte zur Verteidigung vier Turmburgen, die den Zugang zur Stadt sicherten. Die Wehranlage bestand aus einem Hauptgraben, einem zweiten Graben und einem Vortor. Es folgte ein weiteres Tor und anschließend das eigentliche Stadttor. Alle Tore waren mit Zugbrücken und Fallgattern ausgestattet.
Die mächtigsten Torburgen hat Nürnberg in seinen vier großen Toren Laufer-, Frauen-, Spittler-  und Neutor aufzuweisen. Weitere Beispiele sind
- Deutsches Tor in Metz
- Ehrentor, Eigelsteintorburg, Hahnentorburg, Kunibertsturm, Schaafentor und Severinstorburg in Köln
- Erkelenzer Stadtbefestigung
- Friedländer Tor in Neubrandenburg
- Holstentor in Lübeck
- Marschiertor und Ponttor in Aachen sowie Tore und Türme der Aachener Stadtmauer
- Obertor in Neuss

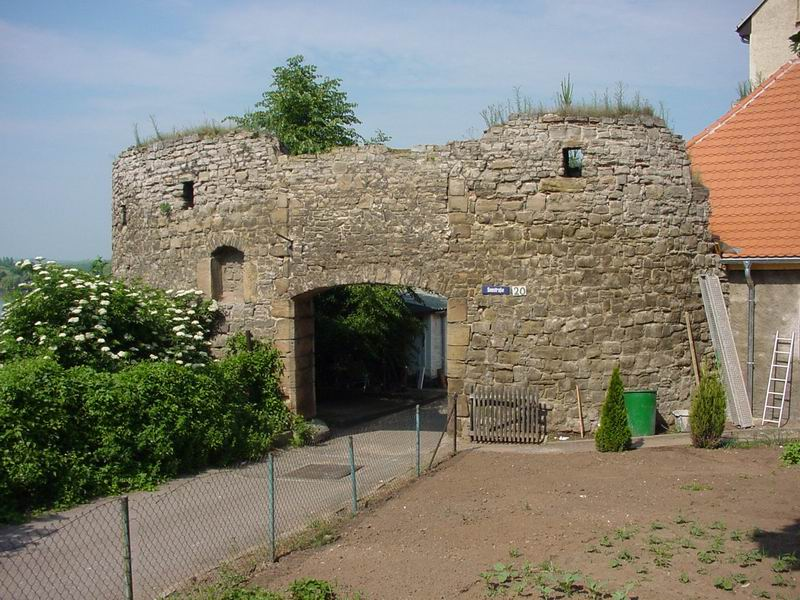
Torburg von Schloss Seeburg
- Sterntor in Bonn[11]
- Torburg der Burg Stolberg in Stolberg (Rheinland)
- Stundturm in Sighișoara
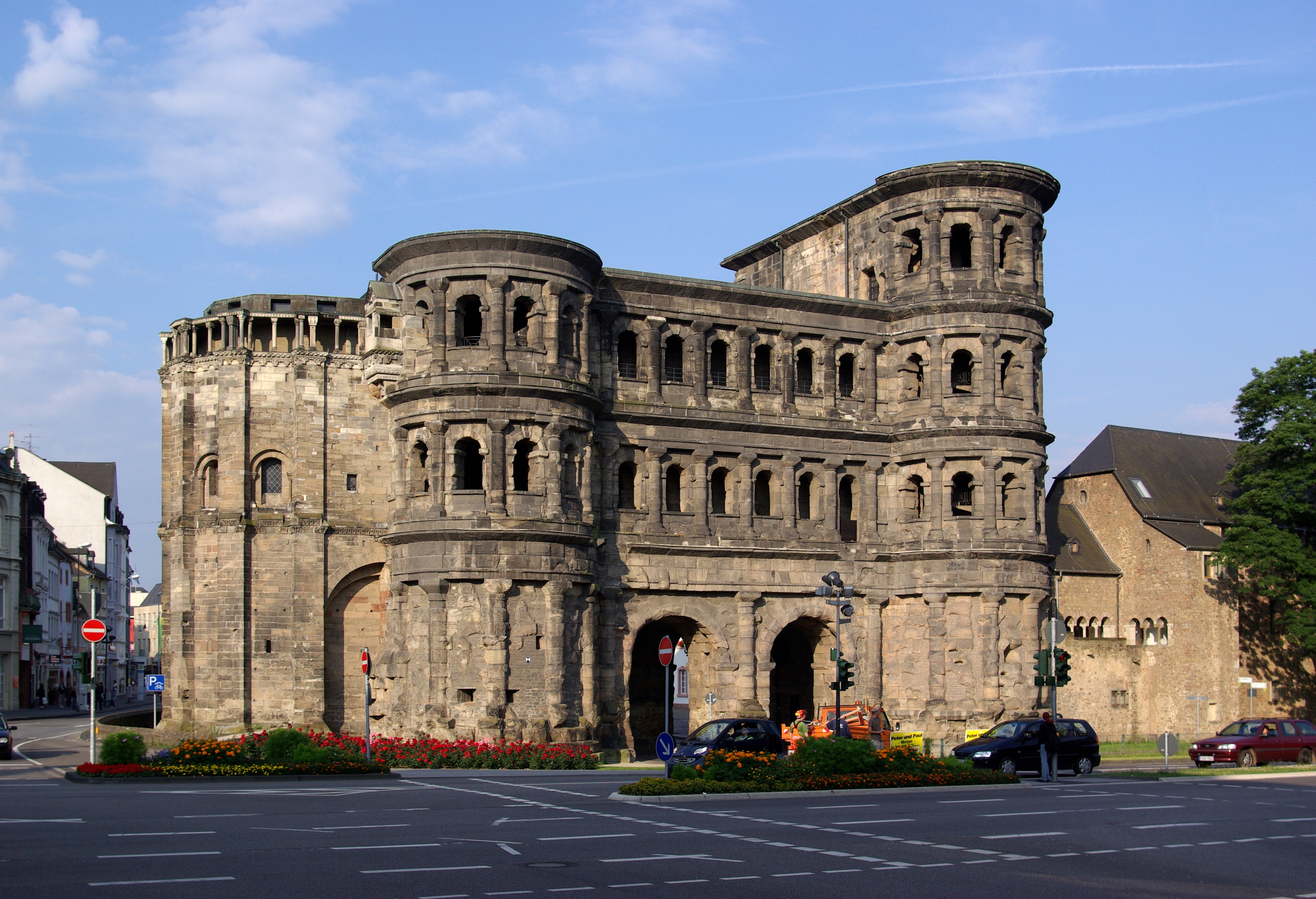
Porta Alba, Porta Nigra und Kaiserthermen in Trier
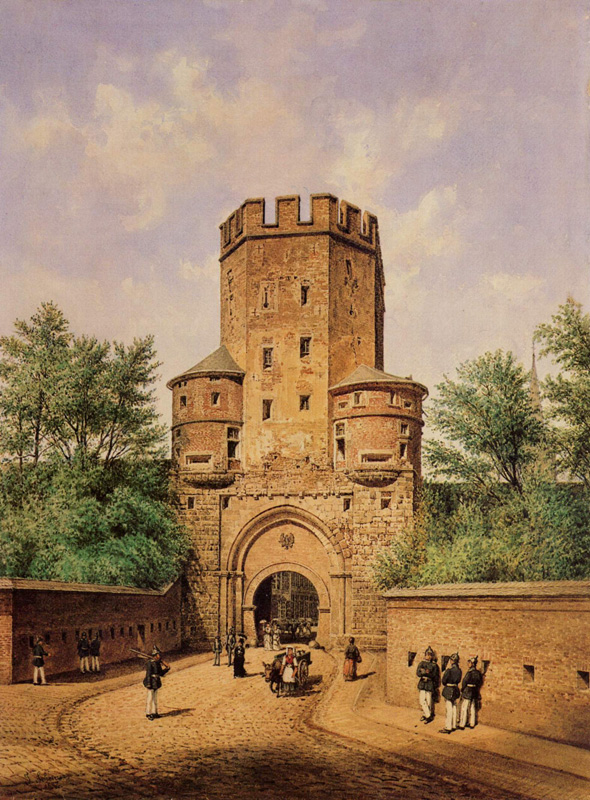
Severinstorburg in Köln
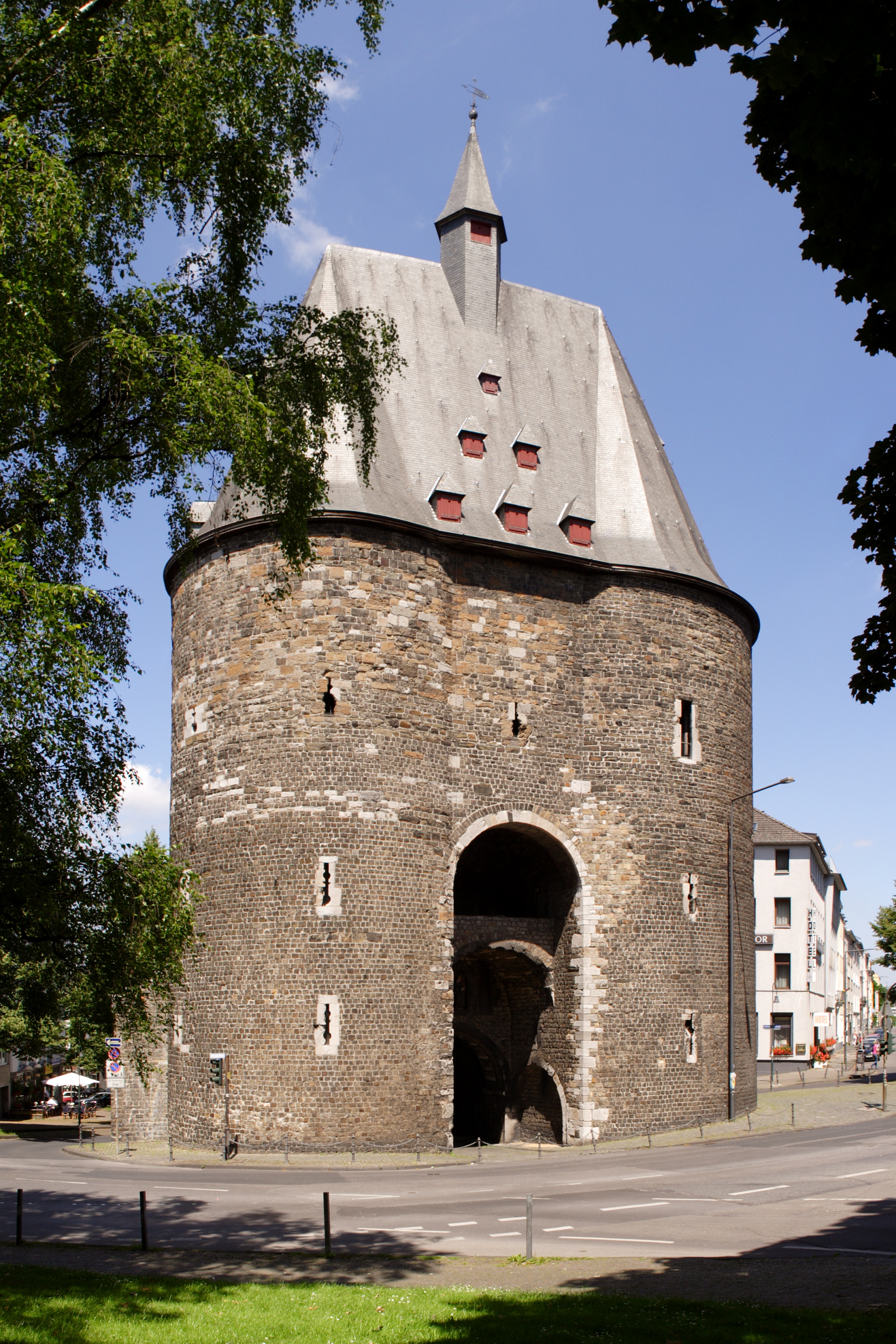
Marschiertor (Doppel- torburg) in Aachen

- Sint Antoniespoort in Amsterdam

- Torburg von
Schloss Seeburg
- Porta Nigra in Trier
- Severinstorburg in Köln
- Marschiertor (Doppel-
torburg) in Aachen

## Stadtwappen mit einer Torburg (Auswahl)
- Bad Kissingen
- Dinslaken
- Königswinter
- Limerick
- Neubrandenburg
- Uedem
- Wassenberg
- Wiehl

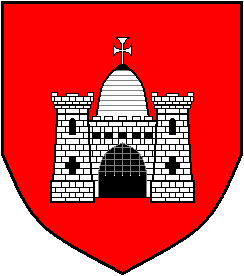
Torburg im Wappen von Limerick
Torburg im Wappen von Dinslaken
Torburg im Wappen von Königswinter
Torburg im Wappen von Wiehl